# 娜夜
娜夜（1960年代—），女，满族，辽宁兴城人，中国诗人，现任中国诗歌学会副会长，中国作家协会全国委员会委员。